# 荒木一雄
荒木 一雄（あらき かずお、1921年6月8日 - 2013年1月17日）は、日本の英語学者。学位は、文学博士（東京教育大学・1967年）。名古屋大学名誉教授。

## 略歴
鳥取市出身。1944年東京文理科大学卒。鳥取大学講師、大阪市立大学講師、助教授、1967年「A study of Shakespeare’s use of simple relative pronouns」で東京教育大学より文学博士の学位を取得。1969年名古屋大学文学部教授、1970年文学部長、1985年定年退官、名誉教授、甲南大学教授、京都外国語大学教授。1997年退職。同年勲二等瑞宝章受章。

## 著書
- 『関係詞』英文法シリーズ 第5巻 研究社出版 1954
- 『英文法 理論と実践』研究社出版 1966
- 『明解英文法』三省堂 1970
- 『明解英文法問題集』三省堂 1971
- 『講座・学校英文法の基礎 別巻 語法研究法・総索引』研究社出版 1985

### 共編著
- 『H.ポウツマ』枡矢好弘共著 南雲堂 不死鳥英文法ライブラリ 1964
- 『現代の英文法 9 助動詞』小野経男,中野弘三共著 研究社出版 1977
- 『現代の英語教育 第7巻 学習英文法』共著 研究社出版 1978
- 『シェイクスピアの発音と文法』中尾祐治共著 荒竹出版 1980
- 『コンパクト英語学概論』編著 荒竹出版 1981
- 『現代の英文法 第1巻 文法論』渡辺淳一・天野政千代ほか共著 研究社出版 1982
- 『英語学大系 第10巻 英語史 3A』宇賀治正朋共著 大修館書店 1984
- 『英文法用例辞典』編 研究社出版 1984
- 『英語表現辞典』第2版 大沼雅彦,豊田昌倫共編 研究社出版 1985
- 『英語正誤辞典』編 研究社出版 1986
- 『ブライト和英辞典』編集主幹 小学館 1989
- 『英語学入門講座 第1巻 英語の輪郭 原理変数理論解説』小野隆啓共著 英潮社 1991
- 『現代英文法辞典』安井稔共編 三省堂 1992
- 『新英文解釈 構文中心』編著 数研出版 チャート式・シリーズ 1993
- 『現代英語正誤辞典』編 研究社出版 1996
- 『新英文法用例辞典』編 研究社出版 1997
- 『英語学用語辞典』編 三省堂 1999
- 『現代の英文法 第12巻』大塚高信,中島文雄監修 長谷川欣佑,安井稔共編 研究社出版 2001
- 『ワードパル和英辞典』天野政千代共編 小学館 2001

### 翻訳
- M.Halle, S.J.Keyser『韻律の理論』飯田秀敏共訳 英語学ライブラリー 研究社出版 1981
- エドマンド・エプスタイン,テレンス・ホークス『言語学と英語韻律論』監訳 英語学ライブラリー 研究社出版 1981

### 記念論文集
- 『言葉の構造と歴史 荒木一雄博士古希記念論文集』中野弘三ほか編 英潮社 1991